# Лимфома Беркитта
Лимфо́ма Бе́ркитта — неходжкинская лимфома очень высокой степени злокачественности, развивающаяся из B-лимфоцитов и имеющая тенденцию распространяться за пределы лимфатической системы, например, в костный мозг, кровь и спинномозговую жидкость. Развивается она, как правило, вследствие цитопатического воздействия на лимфоидные клетки вирусом Эпштейна-Барр. Без лечения лимфома Беркитта быстро прогрессирует и ведёт к смерти.

## Эпидемиология
Лимфома Беркитта впервые описана доктором Денисом Беркиттом в Уганде в 1958 году. Благодаря его исследованиям и последующим вкладам других учёных, эта лимфома считается модельной опухолью в отношении общего понимания и лечения лимфом. Она составляет 2,3% от всех случаев лимфопролиферативных заболеваний.
Лимфома Беркитта может развиваться в любом возрасте, но наиболее распространена она у детей и молодых людей, особенно у мужчин. Нередко она развивается у больных СПИДом. В России это заболевание практически не встречается.
В отличие от других лимфом, лимфома Беркитта распространена в определённых географических регионах, наиболее часто она встречается в Центральной Африке, реже — в США. Возбудителем болезни является вирус Эпштейна — Барр, который в Соединённых Штатах обычно вызывает инфекционный мононуклеоз; однако от людей, имеющих лимфому Беркитта, болезнь не может передаваться другим, но вирус в незначительном количестве, не способном вызвать самостоятельный инфекционный процесс, всё же передается через слюну при поцелуях. Данная лимфома часто развивается у лиц, изначально перенёсших мононуклеоз и являющихся носителем вируса Эпштейна — Барр.

## Этиопатогенез
Клеткой-предшественницей злокачественного клона является зрелая В-клетка, прошедшая дифференцировку в герминативном центре. При этом опухолевые клетки сохраняют на своей поверхности B-клеточный рецептор класса M. Тоническая передача сигнала от этого рецептора необходима для выживания клеток, что обусловливает их чувствительность к ингибиторам PI3K-сигнального пути.

## Симптомы
Клетки лимфомы способны во множестве накапливаться в лимфатических узлах и органах брюшной полости, что вызывает их увеличение. Клетки лимфомы могут проникать в тонкую кишку, что приводит к кишечной непроходимости или кровотечению. Иногда возникает отёк шеи и подчелюстных областей, который может быть болезненным.

## Диагностика и лечение
Чтобы поставить диагноз, врач делает биопсию патологической ткани и назначает диагностику для определения стадии болезни. В редких случаях болезнь локализована.